# Sue Grafton
Sue Grafton (Louisville, 24 aprile 1940 – Santa Barbara, 29 dicembre 2017) è stata una scrittrice statunitense di romanzi polizieschi, divenuta famosa per la sua serie L'alfabeto del crimine (Alphabet Series ), 25 romanzi con protagonista la detective Kinsey Millhone.

## Biografia
Nata nel 1940 a Louisville, Kentucky, Sue Grafton è la seconda figlia dell'insegnante Vivian Harnsburger e di C.W. Grafton, avvocato, scrittore occasionale di romanzi gialli. Cresciuta con la sorella Ann, la scrittrice trascorre un'infanzia difficile a causa dei problemi di alcolismo dei genitori. La madre, in particolare, a causa della sua condizione esce di casa solo raramente, e le due sorelle crescono senza il sostegno delle figure genitoriali.
Come dichiarato dalla stessa Grafton, la sua infanzia finìsce all'età di cinque anni, e questa situazione la fa crescere ribelle, indipendente, libera nello spirito, curiosa, ma anche piuttosto ansiosa e paurosa. Nel 1960 la madre viene ricoverata in ospedale e operata per rimuovere un cancro all'esofago. Una volta dimessa si suicida, e il padre dopo un anno si risposa. In quello stesso periodo, all'età di vent'anni, Sue si sposa con l'intenzione di abbandonare al più presto la casa in cui è vissuta. 
Frequenta prima l'Università di Louisville e poi la Western Kentucky University. Nel 1961 si laurea in letteratura inglese, ma si iscrive anche a corsi di discipline umanistiche come storia dell'arte. È inoltre iscritta al Pi Beta Fi (ΠΒΦ), una confraternita femminile internazionale.
Dopo la laurea trova impiego in un ospedale, poi come cassiera e come segretaria in uno studio medico a Santa Monica, in California.

### Carriera
Sue Grafton inizia a scrivere all'età di 18 anni, dopo aver letto uno dei gialli di Mickey Spillane, padre del genere hard-boiled, che con Agatha Christie diventerà il suo ispiratore. Completa il suo primo romanzo quattro anni dopo e negli anni successivi scrive altri sei manoscritti, ma delle sette opere realizzate fino a quel momento solo due vengono pubblicate, Keziah Dane e The Lolly-Madonna War. Grafton avrebbe successivamente distrutto i manoscritti dei suoi primi cinque romanzi inediti.
Visto lo scarso successo ottenuto si orienta verso la scrittura di sceneggiature e per circa quindici anni produce sceneggiature per numerosi film, tra cui Sex and the Single Parent (1979), Mark, I love You (1980) e Nurse (1980). Vende i diritti cinematografici del suo romanzo The Lolly-Madonna War (1969) e collabora alla scrittura della sceneggiatura del film. 
La sua sceneggiatura per Walking Through the Fire vince nel 1979 il premio Christopher Award. In collaborazione con il marito, Steven Humphrey, adatta due romanzi di Agatha Christie per il piccolo schermo, Miss Marple nei Caraibi e Giorno dei morti, diventato il film Cianuro a colazione (1983), e scrive due ulteriori sceneggiature, A Killer in the family (1983) e Love on the run (1985).  È anche autrice della storia su cui basa la sceneggiatura del film Svengali (1983), prodotto per essere distribuito sul piccolo schermo. 
A seguito della sua esperienza come sceneggiatrice e le maggiori conoscenze acquisite su come strutturare una storia, impostare un dialogo, far procedere l'azione narrativa, Grafton si sente pronta per cimentarsi nuovamente con il genere narrativo. Fonte di ispirazione per la sua nuova produzione sono i dissapori vissuti in quel periodo con il marito: prossima al divorzio e in lotta per l'affidamento dei figli, Grafton confessa di aver preso spunto per i suoi romanzi dai modi immaginati per uccidere o menomare l'ex partner.
L'autrice è sempre rimasta molto affascinata dai gialli che contenevano nel titolo un elemento ricorrente, in grado di collegarli ai successivi, come ad esempio le opere di John D. MacDonald, nelle quali l'elemento connotante del titolo è rappresentato da un colore, e quelli di Harry Kemelman, nei quali è contenuto il riferimento ai giorni della settimana. L'idea di scrivere una serie di romanzi legati dalla successione delle lettere dall'alfabeto, le viene leggendo The Gashlycrumb Tinies di Edward Gorey, un libro illustrato che in ordine alfabetico presenta le storie di 26 bambini, ognuno identificato da una lettera, e delle loro svariate morti, corredate dalle illustrazioni dello stesso scrittore.
A partire dal 1982 inizia a pubblicare una serie di gialli, Alphabet series, che ha per protagonista la detective Kinsey Millhone, ambientata nella città fittizia di Santa Teresa. I titoli sono costituiti da una lettera dell'alfabeto seguita da un termine pertinente al mondo del crimine, ad eccezione del 24°, chiamato semplicemente "X". Dopo l'uscita di "G" come guai (1990) Grafton abbandona l'ambiente di Hollywood e la sua attività come sceneggiatrice, mai particolarmente amata, per dedicarsi completamente alle sue opere. Dirà: "Kinsey Millhone è stato il mio piccolissimo piccone con cui sono uscita di prigione".
Il 29 dicembre 2017 la scrittrice, da tempo ammalata di cancro, muore senza poter neppure iniziare l'ultimo libro della serie, di cui aveva già annunciato il titolo nel 1991: Z is for Zero.
La sua famiglia ha escluso ulteriori adattamenti dei suoi libri, o qualsiasi uso di ghostwriter per concludere o continuare la serie.

## L'alfabeto del crimine
La serie di romanzi polizieschi che ha reso Sue Grafton nota al pubblico è conosciuta come L'alfabeto del crimine (Alphabet series), in cui i volumi sono fra loro legati dalla presenza nel titolo di termini che hanno a che fare con il crimine, in successione alfabetica. Il primo romanzo della serie, "A" come alibi, scritto ed ambientato nel 1982, è seguito da "B" come bugiardo, "C" come cadavere, e così via, per giungere  alla Y, il suo ultimo giallo, scritto nel 2016. L'ultimo romanzo della serie, preannunciato dall'autrice, "Z" is for Zero, non verrà mai scritto.
La serie si svolge nella città fittizia di Santa Teresa, in California, basata a sua volta sulla città di Santa Barbara, nelle cui vicinanze, nella periferia a Montecito, viveva la scrittrice. Il nome fittizio risulta essere un tributo allo scrittore statunitense Ross Macdonald che, sempre avendo in mente Santa Barbara, lo inventò ed usò per primo nel suo romanzo Bersaglio mobile (The moving target, 1949) e nel successivo L'uomo sotterraneo (The underground man, 1971). Se il primo romanzo risulta essere ambientato nello stesso anno in cui è stato scritto (1982), nei successivi il tempo della storia prosegue più lentamente del tempo reale. Ad esempio "Q" come Quore è ambientato nel 1987, ma è stato scritto nel 2002. L'ultimo romanzo, "Y” is for Yesterday, pubblicato nel 2017, è ambientato nel 1989 e risulta particolarmente attuale per le tematiche trattate, come il bullismo e gli abusi anche a sfondo sessuale.
Protagonista dei romanzi è Kinsey Millhone, un'investigatrice privata residente a Santa Teresa: le storie sono raccontate dal suo punto di vista e utilizzano termini diretti e crudi, in modo del tutto ricollegabile alla tradizione del genere poliziesco cosiddetto "hard-boiled". Millhone è descritta soprattutto nella sua attività professionale, le informazioni sulla sua vita privata sono scarne, e saranno rivelate nel corso dei vari capitoli della serie. Caso emblematico è la figura di Henry, il suo locatore, che diventerà per l'investigatrice una sorta di padre putativo. Ulteriori esempi sono la scoperta di legami di parentela prima sconosciuti, quali i difficoltosi rapporti con la nonna e i cugini in "J" come Judgement, o i riferimenti agli ex-mariti: il primo, Mickey Magruder, in "O" come Omicidio, il secondo, Daniel, raccontato in "E" come esplosione. 
Sue Grafton non ha negato una sua somiglianza con il suo personaggio, da lei stessa definita il suo alter ego: "Kinsey è come avrei potuto essere se non mi fossi sposata giovane e non avessi avuto figli". Il legame fra le vicende personali dell'autrice e l'investigatrice privata protagonista della sua serie più famosa è rilevabile in alcuni elementi: Kinsey, come Grafton, è sposata e divorziata due volte. È orfana, e il tragico evento della morte dei genitori è avvenuto quando Kinsey aveva cinque anni, la stessa età in cui Grafton ha dichiarato essersi conclusa la sua infanzia.
In vita l'autrice si è rifiutata di vendere i diritti per un'eventuale trasposizione cinematografica o televisiva dei suoi romanzi, pur avendo dichiarato in passato di aver immaginato Debra Winger per il ruolo di Kinsey. In un'intervista ha sostenuto di non voler legare il suo personaggio al viso di una particolare attrice, togliendo ai lettori la libertà di immaginarla secondo le loro aspettative. Il suo desiderio di mantenere un totale controllo sulle sue opere, unito all'esperienza pregressa, come sceneggiatrice, nel mondo hollywoodiano, l'avrebbero spinta ad allontanarsi dal cinema: anche se in quel contesto ha ammesso di aver maturato esperienze positive, quel periodo non le ha lasciato un buon ricordo, a causa della scarsa libertà e del controllo che tradizionalmente veniva esercitato sugli scrittori.

### Metodo di lavoro e rapporto con i lettori
La parte creativa e le ricerche correlate alla stesura di ogni romanzo hanno sempre avuto per l'autrice un ruolo fondamentale. Nella fase ideativa Grafton si è sempre basata su un attento e minuzioso lavoro di ricerca e documentazione, testimoniato dall'utilizzo di note e appunti raccolti in una sorta di diario. Ogni caso trattato è stato preceduto da letture approfondite di giornali, testi e manuali sui soggetti affrontati o correlati al romanzo in questione, da contatti diretti con le persone coinvolte in prima linea nel mondo del crimine: investigatori privati, poliziotti, amministratori di istituti penitenziari, medici legali, avvocati. Ad esempio la stesura di "O" come Omicidio è stata accompagnata dalla scrittura di otto diari e 376 pagine di note, la lettura di una quindicina di libri sul periodo della guerra in Vietnam e il coinvolgimento di un elevato numero di persone, tra cui il primario dei servizi del pronto soccorso dell'UCLA, l'Università della California, alcuni investigatori privati di Los Angeles, bibliotecari, manager di azienda e un veterano di guerra. I materiali sono poi sottoposti al metodo definito dall'autrice "gioco di supposizioni", un procedere a tentativi ed errori finché non viene trovata la soluzione migliore. Il risultato è che i suoi romanzi appaiono molto realistici perché il metodo seguito permette di evitare errori di incongruenza con la realtà. Ad esempio, il titolo originario di "K" is for kidnap (rapimento) è stato modificato in itinere in "K" come Killer, dopo che l'autrice, con le sue ricerche, si è resa conto che, essendo il caso di rapimento un reato federale, non avrebbe potuto essere affidato ad un investigatore privato.
Fondamentale per Grafton è anche il rapporto con i lettori, rivelabile nella struttura stessa dei romanzi della serie L'alfabeto del crimine, pensati come una sorta di resoconto che l’investigatrice presenta ai suoi clienti-lettori, che si concludono sempre con la firma, preceduta da un “rispettosamente”. Lo scambio di opinioni e la corrispondenza tenuta con i lettori si sono rivelati spesso occasione per l'individuazione di errori all'interno delle sue opere. Fra questi le è stato segnalato, ad esempio, come in "B" come Bugiardo Kinsey avesse utilizzato un mazzo di chiavi per allentare una vite di una porta nel sotterraneo in cui era scesa, mentre tale mazzo era stato dimenticato in precedenza in auto. In "K" come Killer le è stato fatto notare come l'albero di limone, essendo una pianta sempreverde, non potesse essere utilizzato come la pianta da cui, in una descrizione, stavano cadendo le foglie.

## Studi critici
La serie L'alfabeto del crimine ha inserito Grafton tra le personalità più importanti nel panorama della letteratura gialla, come innovatrice del cosiddetto “tough gal private eye” (genere nato tra la fine degli anni ’70 e l’inizio degli anni ’80 in contrapposizione all'hard-boiled). Tra i meriti che le sono riconosciuti vi è quello di essere stata una delle pioniere delle investigatrici private e di aver aperto alle donne - e a tematiche femminili - un mondo sessista e per lo più maschile, caratterizzato dal cosiddetto “hard-boiled detective mode”. In tal senso viene collegata al lavoro di altre scrittrici, quali Sara Paretsky e Marcia Muller, Linda Barnes, Lia Matera e Liza Cody. 
La scrittrice statunitense Carolyn Gold Heilbrun, autrice tra il 1964 e il 2002, sotto lo pseudonimo di Amanda Cross, di 14 romanzi gialli con protagonista la detective Kate Fansler, parlando della comparsa nel sulla scena letteraria di questa nuova figura femminile, nota come essa, pur ereditando le tradizioni del romanzo poliziesco, ne combini gli elementi in una nuova forma: le donne detective, fra cui include Kinsey Millhone, sono da lei paragonate alle prime abitanti di un mondo in parte nuovo, frutto dell'incontro fra il modello statunitense dell'investigatore privato "macho", non impegnato, non interessato alla giustizia e al diritto, ma solo al suo lavoro, con il modello del dilettante anglosassone, pieno di manierismi apparentemente effimeri, ma impegnato ad affermare la giustizia e a salvare i più deboli dalle angherie dei potenti. Secondo Heilbrun le donne rappresentano un'istanza di autonomia simile a quella da sempre esercitata dai loro colleghi: corrono gli stessi rischi e pericoli, rischiano la vita, vengono picchiate e ferite, sparano, fuggono dai legami convenzionali e sperimentano il sesso dove lo trovano, purché "alleato con tenerezza e rispetto".
Il fatto che le detective continuino ad occuparsi di questioni tradizionalmente considerate maschili - violenza, crimine e potere - ha suscitato da parte della critica considerazioni diverse: secondo Nichols e Thompson la riproposizione di questi schemi con protagonisti femminili risulterebbe dannosa e controproducente per la causa del femminismo, e lo stesso parere è espresso da KathIeen Gregory Klein, secondo cui l'adozione del modello hard boiled intrappolerebbe i suoi autori, anche se di genere femminile. Sue Matheson ritiene invece che Millhone non rappresenti la versione femminile del detective hardboiled, e che Grafton sottoponga a critica l'ideologia di genere, rifiutando gli stereotipi noir sulle donne. Kinsey, donna solitaria e indipendente, due volte divorziata, senza figli, sessualmente attiva, rivela nei confronti della vita domestica e del matrimonio un atteggiamento decisamente anticonvenzionale.
Il topos sesso e tradimento, frequente nel genere poliziesco, ed esemplificato nel detective che intrattiene una relazione sessuale con un sospetto che poi risulta essere implicato nel crimine, è presente anche nei romanzi di Grafton, ed è stato oggetto di uno studio di Patrlcia E. Johnson, in cui vengono evidenziati aspetti del comportamento della detective Millhone che la differenzierebbero dalla precedente tradizione "maschile". Secondo la studiosa, Kinsey Millhone si dimostrerebbe cosciente dei pericoli insiti in questa relazione e riuscirebbe a individuare e ristabilire il confine fra relazioni private e responsabilità professionali, pur rimanendone in qualche modo "contaminata" emotivamente. Nella scena finale di "A" come Alibi, quando il responsabile degli omicidi del caso seguito dalla detective, nonché suo occasionale amante, la sta cercando armato di coltello da macellaio per ucciderla, Kinsey sbuca seminuda da un bidone della spazzatura dentro il quale si era nascosta (secondo Johnson metafora del suo stato d'animo) e gli spara senza alcun indugio. "Avevo letto i libri in cui la femme fatale si rivela essere [una donna] malvagia e viene uccisa e squartata", dirà Grafton in un'intervista, "stavo prendendo una fantasia maschile molto tradizionale, capovolgendola".
Scott Christianson, nello studio sul linguaggio usato da Grafton nella sua serie poliziesca, ritiene che Millhone rappresenti un simbolo di autonomia femminile, realizzata attraverso il processo di riappropriazione del linguaggio, ritenuto il carattere distintivo del genere poliziesco. Il detective hard-boiled parla in prima persona in uno stile diretto, evocativo, colloquiale, disinvolto, una combinazione di battute e idioma vernacolare, autoreferenziale: la maggior parte dei romanzi di Sue Grafton inizia nello stesso modo, con un'auto-presentazione di Kinsey Millhone, che spiega ai lettori chi è e cosa fa. Come i suoi colleghi maschi, Grafton usa termini crudi - inclusi riferimenti alla violenza o a promesse di violenza - come esercizio di potere: "il potere di esprimere le proprie emozioni e sensibilità, e il potere su situazioni e circostanze". Da un punto di vista foucaultiano, si impadronisce delle "regole di formazione" del "discorso" della narrativa hard-boiled, terreno fino a prima riservato ai maschi, per parlare del potere come soggetto e "come donna", impegnandosi nel contempo in una sorta di "racconto della verità". Grafton dirà in un'intervista: "Considero il romanzo giallo un punto di vista privilegiato da cui osservare il mondo in cui viviamo."

## Premi e Riconoscimenti
- Nel 1986 ha vinto il Premio Shamus e l'Anthony Award con "B" come bugiardo ("B" is for Burglar)[30]
- Nel 1987 ha vinto l'Anthony Award con "C" come cadavere ("C" is for Corpse)[31]
- Nel 1987 ha vinto il Premio Macavity per il miglior racconto con The Parker Shotgun
- Nel 1991 ha vinto il Premio Shamus e l'Anthony Award con "G "come guai ("G" is for Gumshoe)[32]
- Nel 1995 ha vinto il Premio Shamus con "K" come Killer ("K" is for Killer)
- Nel 2000 ha vinto ha vinto il "Distinguished Woman of Achievement Award" in occasione del YMCA di Lexington Smith-Breckinridge di quell'anno[33].
- Nel 2003 ha vinto il Premio Shamus alla carriera.
- Nel 2004 ha vinto il "Ross Macdonald Literary Award"
- Nel 2008 ha vinto il premio "Cartier Dagger" conferito dall'associazione britannica "Crime Writer's Association"
- Nel 2009 ha vinto il Grand Master Award,  conferito dall'organizzazione statunitense di scrittori di genere giallo "Mystery Writers of America"..
- Nel 2011 ha vinto il Premio Agatha alla carriera.
- Nel 2013 ha ottenuto il premio alla carriera "Bouchercon's Lifetime Achievement Award"[30].
- Nel 2014 è stata ospite d'onore al "Left Coast Crime"[34] e nello stesso anno è stata nominata per il Premio Shamus vinto già tre volte in passato.[35].

## Opere

### Prime opere
- Keziah Dane (1967)
- The Lolly-Madonna War (1969). Trasposizione filmica: Lolly-Madonna XXX (1973)

### SerieL'alfabeto del crimine
- 1982. "A" Is for Alibi
"A" come alibi, Giallo Mondadori, numero 2142 (trad. di Elsa Pelitti), 1990. ISBN 88-04-36870-5
- 1985. "B" Is for Burglar
"B" come bugiardo, Giallo Mondadori, numero 2154, 1990. 88-04-36869-1
- 1986. "C" Is for Corpse
"C" come cadavere, Giallo Mondadori, numero 2170, 1990. 88-04-36855-1
- 1987. "D" Is for Deadbeat
"D" come delitto,Giallo Mondadori, numero 2054, 1988. 88-04-37394-6
- 1988. "E" Is for Evidence
"E" come esplosione, Giallo Mondadori, numero 2111, 1989.
- 1989. "F" Is for Fugitive
"F" come fuggitivo, Giallo Mondadori, numero 2285, 1992. 88-04-33910-1
- 1990. "G" Is for Gumshoe
"G" come guai, Giallo Mondadori, numero 2358, 1994. 88-04-35095-4
- 1991. "H" Is for Homicide
"H" come homicide",  Giallo Mondadori, numero 2381, 1994. 88-04-36778-4
- 1992. "I" Is for Innocent, 
"I" come innocente, Giallo Mondadori, numero 2444, 1995. 88-04-37772-0
- 1993. "J" Is for Judgment
"J" come Judgment, Giallo Mondadori, numero 2512, 1994. 88-04-38733-5
- 1994. "K" Is for Killer
"K" come Killer, Salani Editore, 1997.  88-7782-619-3
- 1995. "L" Is for Lawless
"L" come legge, Salani editore, 1998 88-7782-635-5
- 1996. "M" Is for Malice
"M" come male, Salani editore, 1998 88-7782-664-9
- 1998. "N" Is for Noose
"N" come Nodo, Salani Editore,  2000. 88-8451-008-2
- 1999. "O" Is for Outlaw
"O" come Omicidio, Salani editore,  2001. 88-8451-071-6
- 2001. "P" Is for Peril
"P" come Pericolo, Salani Editore,  2002. 88-8451-110-0
- 2002. "Q" Is for Quarry
"Q" come Quore, Salani Editore, 2003. 88-8451-294-8
- 2004. "R" Is for Ricochet"
"R" come Rancore, Salani Editore, 2006. 88-8451-622-6
- 2005. "S" Is for Silence
- 2007. "T" Is for Trespass
- 2009. "U" Is for Undertow
- 2011. "V" Is for Vengeance
- 2013. "W" Is for Wasted
- 2015. "X"
- 2016. ""Y" Is for Yesterday

### Altre pubblicazioni
- Teaching a Child (2013), un saggio all'interno dell'antologia Knitting Yarns: writers on knitting, pubblicata da W.W Norton & Company.
- Kinsey and Me (2013), una collezione di storie brevi con protagonista Kinsey Millhone e altre riguardanti la madre dell'autrice stessa.
- The Lying Game (2003), una storia breve con protagonista sempre Kinsey Millhone che è apparsa nel catalogo di Land's End in una sua edizione speciale in occasione del 40º compleanno dell'autrice nel settembre del 2003. È inoltre stato inserito nella documentazione offerta ai partecipanti alla conferenza "Malice Domestic" del 2011, durante la quale l'autrice ha ricevuto un premio alla carriera.
- Nel 2020 è stato pubblicato in Italia il manuale "Scrivere crime story" (Milano : Delos books, ISBN 978-88-6530-050-3), curato da Sue Grafton e altri autori dell'American Writing Mystery Association per condividere la loro esperienza, dare consigli e suggerimenti a chi vuole cimentarsi nella scrittura di thriller, mystery e gialli

## Filmografia
- 1973. La terra si tinse di rosso (Lolly-Madonna XXX) ; sceneggiatura, basato sul romanzo di Sue Grafton The Lolly-Madonna War (1969)
- 1975. Rhoda (With Friends Like These, TV Series, 1 episodio)
- 1979. Walking Through the Fire (film TV)
- 1979. Sex and the Single Parent (film TV)

- 1980. Nurse (film TV)
- 1980. Mark, I Love You (Film TV)

- 1981-1982. Mary Benjamin (Nurse, TV Series, 25 episodi)

- 1982. Seven Brides for Seven Brothers (serie TV ) (3 episodi, 1982)

- 1983. Miss Marple nei Caraibi (film TV )
- 1983. A Killer in the Family (film TV)

- 1985. Love on the Run (film TV)
- 1987. Tonight's the Night (film TV)